# АСВК / АСВ «Корд» / 6С8
12,7 міліметровий снайперський комплекс 6C8 — російська великокаліберна снайперська гвинтівка, створена на основі гвинтівки СВН-98 на заводі імені Дегтярьова, головному промисловому підприємстві міста Коврова. Перша назва проекту — СВН-12,7. Потім — КСВК (крупнокаліберна снайперська гвинтівка ковровська). Пізніше — АСВК (армійська крупнокаліберна снайперська гвинтівка). Остаточним варіантом стала назва 12,7 міліметровий снайперський комплекс 6C8.

## Історія
У червні 2013 року після проходження програми Державних випробувань Міністерство оборони Росії прийняло на озброєння новітній 12,7-мм снайперський комплекс 6С8 «Корд». Він призначений для ураження легкоброньованої і неброньованої техніки на відстані до 1000 м, а також живої сили противника в індивідуальних засобах бронезахисту на відстані до 1500 м, для боротьби зі снайперами, озброєними гвинтівками калібру 7,62 або 9 мм, груповими і одиночними цілями. До складу снайперського комплексу входить 12,7-мм снайперська гвинтівка 6В7 (АСВК), 12,7-мм снайперський набій 7Н34, оптичний або нічний снайперський приціл. Нічний снайперський комплекс має позначення 6С8-1.
Снайперська гвинтівка 6В7 (АСВК) комплексу 6С8 розроблялася колективом конструкторів заводу імені Дегтярьова (ЗіД), розташованому в м. Ковров. Група у складі А. Намітуліна, Н. Обідіна, М. Кучина, Е. Журавльова, Ю. Богданова і В. Жірехіна під керівництвом В. Негруленко розпочали роботи над новою зброєю ще у 1997 році. Тоді гвинтівці у розробці надали індекс СВН-12,7 (снайперська гвинтівка Негруленко), який незабаром замінили на СВН-98. Для точної стрільби штатні 12,7-мм набої БЗ і БЗТ не підходили, тому був розроблений спеціальний снайперський набій.
У 1998 році зброя пройшла необхідний комплекс випробувань, у тому числі і в бойових умовах, але на озброєння прийнята не була і серійно не вироблялася. За результатами випробувань керівництвом ЗіД було прийнято рішення про подальше доопрацювання снайперської гвинтівки СВН.
На відміну від усіх попередніх конструкцій радянських та російських снайперських гвинтівок тих років, виконаних автоматичними, крупнокаліберна снайперська гвинтівка СВН мала ручне перезарядження. Відповідно, ударно-спусковий механізм допускав ведення стрільби тільки одиночними пострілами. Крім того, для забезпечення мінімальних розмірів по довжині, конструктори вирішили використовувати компонувальну схему «булл-пап», хоча до цього подібна схема практично не використовувалася в конструкції крупнокаліберної снайперської зброї. Загальну довжину вдалося скоротити до 1420 мм, у той час як аналогічні зразки, створені за класичною схемою, мають довжину 1700 мм і більше. Вага СВН також була значно менше ваги російських та й закордонних аналогів, у яких вона, зазвичай, перевищує 20, а в окремих випадках — і 30 кг.
У процесі доопрацювань снайперська гвинтівка отримала нове позначення КСВК (крупнокаліберна снайперська гвинтівка Ковровського), а потім в остаточному підсумку — АСВК (армійська снайперська гвинтівка крупнокаліберна). Конструктивно вона являє собою 5-зарядну магазинну гвинтівку з поздовжньо-ковзним поворотним затвором, скомпоновану за схемою «буллпап». Подача набоїв при стрільбі здійснюється з окремого коробчастого магазина, приймальня горловина якого розташована між пістолетним руків'ям з ударно-спусковим механізмом і прикладом. Потиличник прикладу забезпечений виготовленим з пористого матеріалу амортизатором, що значно знижує віддачу на плече стрільця. На верхній частині ствольної коробки є дерев'яна накладка — «щока». Викид стріляних гільз здійснюється праворуч через спеціальне вікно у ствольної коробці, яке в похідному положенні закрите кришкою.
Ствол, виготовлений методом холодного кування, «плаваючого» типу — закріплений консольно у ствольній коробці і не стикається з іншими частинами гвинтівки. На стволі встановлене потужне щілинне дульне гальмо прямокутного перерізу, що зменшує силу віддачі в 2,5 рази. Конструкція дульного гальма в процесі доведення змінювалася кілька разів, спочатку воно мало циліндричну форму. При стрільбі використовуються складані наперед сошки, які кріпляться до спеціального стрижня ствольної коробки.

## Набої
Для стрільби застосовують снайперські набої 7Н34, але за потреби також можна використати будь-які стандартні набої калібру 12,7×108 мм. Енергії звичайної кулі Б-32 цілком достатньо для пробиття штатного армійського бронежилета на максимальній відстані стрільби — до 2000 метрів, хоча заявлена прицільна дальність складає 1500 м. На меншій відстані (до 1000 м) ця ж куля здатна вражати будь-які легкоброньовані цілі. При випробуваннях гвинтівки ще до появи спеціального 12,7-мм снайперського патрона середній поперечник розсіювання склав приблизно 160 мм на відстані в 300 м.

## Прицільне пристосування
Гвинтівка забезпечена механічними прицільними пристосуваннями, що включають відкидну мушку і цілик. У первинному варіанті (СВН-98) прицільні пристосування кріпилися на спеціальній прицільній планці, яка могла також використовуватися як ручки для перенесення гвинтівки. На ній же встановлювався оптичний приціл. При доопрацюванні від такого конструкторського рішення відмовилися, в результаті чого безпосередньо на ствольній коробці зліва встановили напрямну для кріплення оптичних прицілів, а праворуч перед нею — рукоятку для перенесення. Для стрільби можуть використовуватися стандартні денні оптичні та нічні електронно-оптичні приціли російського та іноземного виробництва.
Гарантійний ресурс гвинтівки становить не менше 3000 пострілів.

## Бойове застосування

### Російсько-українська війна
Під час Війни на сході України гвинтівки КСВК/«Корд» були помічені на озброєнні у російських загарбників. Щонайменше один екземпляр був захоплений українськими військовослужбовцями в серпні 2014 року, 14 січня 2015 року стало відомо про захоплення другої одиниці під час оборони Донецького аеропорту.
Під час відбиття великої московитської навали в 2022 році поблизу населеного пункту Димер на Київщині спецпризначенці ГУР МО України знищили колону Росгвардії. Залишені окупантами в розбитих машинах документи 748 окремого батальйону оперативного призначення Росгвардії (в/ч 6912, м. Хабаровськ) серед яких був атестат з переліком наявної в підрозділі зброї. В переліку було названо, зокрема, снайперські гвинтівки СВД та СВДС зі складаним прикладом, а також 7,62-мм снайперську гвинтівку СВ-98. В переліку були присутні й дві одиниці 12,7-мм армійських снайперських гвинтівок АСВМ.

### Інтервенція Росії в Сирію
Одна гвинтівка була помічена в руках, ймовірно, бійця проурядових сил іще восени 2014 року. Згідно витоків інформації, Сирійська влада направляла до Росії запит поставити «100 снайперських гвинтівок калібру 12,7 мм». Також гвинтівки 6С8 АСВК були помічені на озброєнні російських військових у військовому таборі неподалік Пальміри. Великокаліберні снайперські гвинтівки АСВК знадобились для протидії (S)VBIED — автомобілям, перетвореними на саморобні вибухові пристрої, якими може керувати або самогубець з кабіни, або може бути керована з відстані через пристрої дистанційного керування. Також гвинтівки АСВК могли бути використані для контрснайперської боротьби.
Також серед озброєння військових в таборі поблизу Пальміри була помічена великокаліберна протитанкова гвинтівка ПТРД-41 з деякими поліпшеннями ергономіки (додатковими накладками на приклад, тощо).
Оскільки гвинтівки перебували на озброєнні як про-ассадівських бойовиків, так і російських військових, це полегшувало створення змішаних снайперських команд.

## Оператори
- Росія
- Сирія — одна гвинтівка була помічена в руках, ймовірно, бійця проурядових сил. Згідно витоків інформації, Сирійська влада направляла до Росії запит поставити «100 снайперських гвинтівок калібру 12,7 мм»[10].
- Україна - кілька одиниць були вилучені силами оборони України у військовослужбовців Збройних Сил РФ під час Війни на Донбасі та Повномасштабного вторгнення РФ в Україну.